# Jaime Guerra (Leichtathlet)
Jaime Guerra Alejandre (* 30. Oktober 1999 in Sant Boi de Llobregat) ist ein spanischer Leichtathlet, der sich auf den Dreisprung spezialisiert hat und auch im Weitsprung an den Start geht.

## Karriere
Erste internationale Erfahrungen sammelte Jaime Guerra im Jahr 2019, als er bei den U23-Europameisterschaften im schwedischen Gävle mit einer Weite von 16,30 m den siebten Platz belegte. 2021 startete er bei den U23-Europameisterschaften in Tallinn im Weitsprung und erreichte dort mit 7,70 m Rang fünf. Im Jahr darauf startete er im Weitsprung bei den Mittelmeerspielen in Oran und belegte mit 7,60 m den sechsten Platz. 2023 belegte er bei den Halleneuropameisterschaften in Istanbul mit 7,84 m den sechsten Platz. Im August schied er bei den Weltmeisterschaften in Budapest mit 7,35 m in der Qualifikationsrunde aus. 2025 belegte er bei den Halleneuropameisterschaften in Apeldoorn mit 8,06 m den fünften Platz.
2019 wurde Guerra spanischer Meister im Dreisprung sowie 2023 und 2024 im Weitsprung. Zudem wurde er 2023 und 2025 auch Hallenmeister im Weitsprung.

## Persönliche Bestleistungen
- Weitsprung: 8,17 m (+0,1 m/s), 29. Juni 2024 in La Nucia
- Dreisprung: 16,45 m (−0,2 m/s), 31. August 2019 in La Nucia